# Waldemar Flaig
Waldemar Flaig, född 27 januari 1892 i Villingen, död 4 april 1932 i Villingen var en tysk expressionistisk målare.